# Protrichia vinacea
Protrichia vinacea är en fjärilsart som beskrevs av George Francis Hampson 1897. Protrichia vinacea ingår i släktet Protrichia och familjen mott. Inga underarter finns listade i Catalogue of Life.